# Jan Pruszyński (chirurg)
Jan Pruszyński (ur. 29 lutego 1911 w Łodzi, zm. 15 lutego 1997, tamże) – profesor zwyczajny, chirurg i doktor honoris causa Wojskowej Akademii Medycznej, pionier kardiochirurgii.

## Życiorys
Jan Pruszyński był uczniem szkoły chirurga Leona Manteuffla. W wojsku dosłużył się stopnia pułkownika, ponadto był profesorem zwyczajnym i Naczelnym Chirurgiem Wojska Polskiego, a także szefem Katedry i Kliniki Chirurgicznej WAM, na której wykładał. 
Uczestniczył w II wojnie światowej: podczas wojny obronnej w 1939 w stopniu porucznika, a następnie w powstaniu warszawskim, po którym dostał się do niewoli niemieckiej (nr jeniecki: 225084). Od końca lat 50. XX w. wykonywał pionierskie operacje wad serca u dzieci, od 1957 współpracował z Lili Goldstein i Marią Gołębiowską przy diagnostyce kardiologicznej, która pozwalała mu na kwalifikowanie i przygotowywanie dzieci do operacji wad serca. Był pionierem nowych technik kardiochirurgicznych, wprowadzając metody prowadzenia operacji w hipotermii i w krążeniu pozaustrojowym – wykonywał operacje m.in.: przewodu tętniczego Botalla, Brocka, Blalocka-Taussig, Pottsa, stenozy mitralnej. W 1964 w Łodzi dokonał pierwszego wszczepienia sztucznej zastawki mitralnej w Klinice Chirurgii Wojskowej Akademii Medycznej w Łodzi. Utworzył pierwszą w wojskowej służbie zdrowia szkołę torakochirurgiczną. W 1986 uzyskał tytuł doktora Honoris Causa Wojskowej Akademii Medycznej (1986).
Spoczywa na cmentarzu wojskowym na Dołach w Łodzi (kw. D-VI-20).

## Nagrody
- Nagroda Miasta Łodzi – nagroda w dziedzinie nauk medycznych (1969)[6].